# Arthur Maxwell House
Arthur Maxwell House, OC (* 10. August 1926 in Glovertown, Neufundland; † 17. Oktober 2013) war ein kanadischer Neurologe. Von 1997 bis 2002 war er Vizegouverneur der Provinz Neufundland und Labrador.

## Biografie
Nach dem Schulbesuch absolvierte House ein Medizinstudium an der Dalhousie University in Halifax und graduierte im Jahr 1952. Er setzte seine fachärztliche Weiterbildung am neurologischen Institut der McGill University in Montreal fort und praktizierte danach von 1959 bis 1966 in St. John’s als einziger Neurologe seiner Heimatprovinz.
Als solcher war House auch maßgeblich am Aufbau der medizinischen Fakultät der Memorial University of Newfoundland in St. John’s beteiligt und war dort von 1963 bis zu seiner Emeritierung 1993 als Professor für Neurologie sowie in mehreren administrativen Positionen tätig. Außerdem war er einer der weltweit führenden Pioniere auf dem Gebiet der Telemedizin und des Fernunterrichts. Für seine Verdienste wurde er 1989 Mitglied des Order of Canada. 1997 verlieh im die Canadian Medical Association Dr Leo Paul Landry Medal of Service.
Generalgouverneur Roméo LeBlanc vereidigte House im Jahr 1997 als Vizegouverneur von Neufundland und Labrador. Dieses repräsentative Amt hatte er bis 2002 inne. Darüber hinaus war er in zahlreichen gemeinnützigen Organisationen tätig, wie der Kunstgalerie von Neufundland, dem Agnes Pratt-Altenheim sowie dem Botanischen Garten der Memorial University. Für seine politischen, gesellschaftlichen sowie beruflichen Verdienste wurde er daher 2005 auch zum Officer des Order of Canada ernannt.